# Pitch Black Progress
Pitch Black Progress — другий повноформатний альбом шведського гурту Scar Symmetry, виданий у 2006 році лейблом Nuclear Blast. Матеріал було записано та опрацьовано на Black Lounge Studios у шведському місті Авеста. Дизайном обкладинки альбому займався відомий дизайнер Ентоні Кларксон, що працював з такими гуртами, як Blind Guardian, In This Moment, Fear Factory та інші.
Оглядач сайту About.com Чад Бовар висловив щодо релізу гурту наступну думку: «Кожного разу, коли ви читаєте інтерв'ю з гуртом напередодні нового релізу, вони майже завжди описують свій альбом, як „більш мелодійний та більш брутальний“. Зазвичай це виявляється неправдою. Але у випадку з диском Scar Symmetry — це абсолютний факт. Другий альбом не лише мелодійніший за їх дебютник, але й більш інтенствний та руйнівний».
На відкриваючу пісню альбому The Illusionist було відзнято відеокліп, що потрапив до ротації численних світових телеканалів, зокрема українського телеканалу A-ONE. Цікаво, що існує дві версії цієї відеороботи: одна з них вважається офіційною і присутня на сайті лейблу Nuclear Blast, а інша була зроблена дещо раніше та розміщена на каналі гурту в YouTube.

## Список пісень
| #   | Назва                          | Тривалість |
| --- | ------------------------------ | ---------- |
| 1.  | «The Illusionist»              | 4:31       |
| 2.  | «Slaves to the Subliminal»     | 5:04       |
| 3.  | «Mind Machine»                 | 3:54       |
| 4.  | «Pitch Black Progress»         | 3:26       |
| 5.  | «Calculate the Apocalypse»     | 4:01       |
| 6.  | «Dreaming 24/7»                | 4:11       |
| 7.  | «Abstracted»                   | 3:25       |
| 8.  | «The Kaleidoscopic God»        | 7:09       |
| 9.  | «Retaliator»                   | 4:13       |
| 10. | «Oscillation Point»            | 4:04       |
| 11. | «The Path of Least Resistance» | 4:29       |

| Бонус-треки спеціального видання | Бонус-треки спеціального видання | Бонус-треки спеціального видання |
| #                                | Назва                            | Тривалість                       |
| -------------------------------- | -------------------------------- | -------------------------------- |
| 12.                              | «Carved in Stone»                | 5:29                             |
| 13.                              | «Deviate from the Form»          | 5:27                             |

## Склад гурту
- Крістіан Ельвестам — вокал
- Юнас Челльгрен — гітара
- Пер Нільссон — гітара
- Кеннет Сеіл — бас-гітара
- Генрік Ульссон — ударні